# Flatida hilaris
Flatida hilaris är en insektsart som först beskrevs av Gerstaecker 1895.  Flatida hilaris ingår i släktet Flatida och familjen Flatidae. Inga underarter finns listade i Catalogue of Life.